# Бренд року
Конкурс «Бренд року України» був заснований Володимиром Співаковським у 2000 році.
Попри свою назву, проєкт «Конкурс „Бренд року України“» не є конкурсом у загальноприйнятому розумінні, через те що він:
1. Не має журі та комісій з оцінки, що роблять висновок щодо претендентів на нагороду. За словами засновника проєкту Володимира Співаковського, «перевага конкурсу „Бренд року“ полягає в тому, що в ньому немає журі, а значить, неможливі корупція й підтасовка»[1].
2. Не проводить рейтингові дослідження або опитування, що дозволили би громадськості оцінити конкурсантів, не має підтверджених фактів анкетування респондентів у загальноукраїнському масштабі.

Визнання переможців здійснюється на підставі заявок про участь, поданих компаніями-претендентами на нагороду «Бренд Року».
За роки існування проєкту, відзнаку «Бренд Року» придбали понад 170 торгових марок.

## Принципи і цілі
- Просування марочних товарів і послуг в Україні;
- Розвиток споживчого суспільства й культури в Україні;
- Структурування економіки держави;
- Зміцнення українського бізнесу в глобальній економіці;
- Розширення міжнародних економічних зв'язків.

## Переможці

### 2018
- Номінація «Бездоганна якість»: компанія «АТЕМ», бренд «КОЛОРИТ», бренд Wezom, бренд Hyalual, бренд Inkerman.
- Номінація «Бездоганна репутація»: бренд «СТРАТЕГ», бренд «ІНТЕРГАЛ-БУД», бренд Visotsky Consulting, бренд Vovk.
- Номінація «Народне визнання»: «Maxxi TV», бренд «Medicalaser», компанія «ОРЛАН-ІНВЕСТ ГРУП».

### 2017
- Номінація «Бездоганна репутація»: консалтингова компанія «Visotsky Consulting», компанія-забудовник «ІНТЕРГАЛ-БУД», юридична компанія «СТРАТЕГ», житловий комплекс «Нова Англія: місто в місті», мережа спортивних комплексів «SKYFITNESS».
- Номінація «Народне визнання»: компанія-забудовник «ОРЛАН-ІНВЕСТ ГРУП», телеканал «МАКСІ ТВ», компанія «КОЛОРИТ», бренд «VIKNAR'OFF», сервіс онлайн-кредитів «MONEYVEO», логістична компанія «PRIME».
- Номінація «Бездоганна якість»: компанія «AXOR INDUSTRY», виробник керамічної плитки «АТЕМ», компанія «GEPUR», ювелірні прикраси «DIAMOND of LOVE».
- У номінації «Прорив року» перемогу отримало івент-агентство «ROCKETS».

### 2016
Будівельна компанія «ІНТЕРГАЛ-БУД», виробник жіночого одягу — бренд «Gepur», консалтингова компанія Visotsky Consulting, будівельна компанія — бренд «СИНЕРГІЯ», IT-компанія — бренд «МАХАОН», товари для дітей — бренд Miracle Me, мережа фітнес-клубів — бренд Sport Life, видання для чоловіків Proman Ukraine, бренд «АМРИТА», бренд-персона — Ольга Казберова, директор і генеральний продюсер телеканалу «Максі-ТВ».

### 2014, 2015
Житловий комплекс «Міністерський», мережа медичних центрів «Мати та дитина», видання «PROMAN», група компаній «IEK», компанія «Колорит», бренд «ASKANIA», мережа центрів естетичної краси «ЛазерОК», компанія ORT Media, компанія Visotsky Consulting, мережа дитячих розважальних комплексів HAPPYLON.

### 2013
ATLANT, STOLI, Zanussi, «КПІТАЛ», Mirta, Forex Trend, «Інтеграл Буд», Kolorit, Lactacyd, Tikkurilla, «Ігроленд», ЖК «Міністерський».

### 2012
«Арсенал», «Евразия», Zabugor, «Міністерский», NEOCLIMA, «ПУМБ», Seven Hills, SMART, Due Fratelli, Eurolamp, Jacobs, L&S, The Hardkiss, Ukrainian Fashion Channel, WDS.

### 2011
«Хортиця», «Шустов», Mitsubishi, VAB Bank, Avon, «Щедро», Microlab, L&S, Park Avenue, «Мир Фотообоев», "Місто Щасливих Дітей ", Інтернет-провайдер «Matrix».

### 2010
«Фокстрот», «Фуршет», «Київстар», «Райффайзен Банк Аваль», «Епіцентр», «Оболонь», «Торчин», «Олейна», «Укрзолото», Toshiba, Lipton, Nescafé, Zepter.

### 2005—2009
ATLANTIC, Celentano, Ceresit, «Секунда», «Клинков», Arber, Beeline, Daikin, Medoff, «Сармат», SIXT, Saturn, Polvax, DHL, Blinoff, VGG, NIKO, «Наша Ряба», компанія «ИВИК» з брендом Mitsubishi Heavy Industries.

### 2000—2004
Фармацевтичний завод «Фармак», банк AVAL, LIPTON, компанія «МКС», WOOFFY, «Славолія», «ОЛКОМ», «ЛОТОС М», «Гетьман ТРОФЕЙ», «РУСТ», фармацевтична компанія «Дарниця», бренд «Вікно ПЛАСТ», Golden Kings, «ПЕРВАК», MONARCH, SHAUMA, клуб «БАЛАНС», віконні системи КВЕ, ТМ «Гетьман» з брендом «ПЕРВАК», «Білосвіт», «Пісня», Ceresit, «Гайсин», ТМ «Святошино», «Енеїда», «Барбовал», RAMA, «Прилуки», «Яготинський Маслозавод», JVC, ТМ «Оболонь» і бренд «Живчик», «ПознякиЖилБуд», «Фармазолін», Viacolor, «СБК» — облицювальні матеріали, компанія «Нова Формація», Toshiba.